# Lu Yuanding
Lu Yuanding (chinesisch 陆元鼎, Pinyin Lù Yuándǐng; * 1929; † 2015(?)), war ein chinesischer Architekt. Sein Hauptwerk war die Erforschung der traditionellen Architektur mit besonderem Schwerpunkt auf der südchinesischen lokalen Architektur, der sogenannten Lingnan-Architektur.

## Leben
Trotz der durch die Ämterliste nachgewiesene Bedeutung Lu Yuandings für die Architektur Chinas im 20. Jh. sind im Internet weder in westlichen Sprachen noch im Chinesischen Hinweise auf seinen Lebensverlauf zu finden. Die Darstellung beschränkt sich hier auf das Verzeichnis seiner Ämter und seiner Publikationen. 
- Professor an der Technischen Universität Südchina (华南理工大学,  Huánán lǐgōng dàxué);(South China University Of Technology) in Guangzhou<.

1990 emeritiert.
- Nationaler Architekt der ersten Kategorie.
- Vizevorstand der Chinesischen Forschungsgesellschaft für die Architektur der Minoritäten (中国民族建筑研究会,  Zhon̄guó mínzú jiànzhù yánjiūhuì).
- Verantwortlicher Direktor der nationalen Studiengesellschaft für kulturelle Objekte (中国文物学会,  Zhōngguó wénwù xuéhuì)
- Verantwortlicher Direktor des Ausschusses für traditionellen Gartenbau der nationalen Studiengesellschaft für kulturelle Objekte (中国文物学会传统建筑园林委员会,  Zhōngguó wénwù xuéhuì chuántǒng jiànzhù yuánliń wěiyuánhuì)
- Vorsitzender des Nationalen Komitees zur Erforschung der traditionellen Wohnarchitektur (中国传统民居建筑专业学术委员会,  Huánán lǐgōng dàxué)
- School of Architecture, South China University of Technology meldet am 27. Juli 2015 die wichtigsten Ämter und Publikationen Lu Yuandings: Vice chairman of Chinese National Building Research Council and standing director of Chinese Society of Cultural Relics. Lu Yuanding war 1995 in das International Blue Book by Cambridge IBC aufgenommen worden. Er war Lehrer und Forscher in den Bereichen Theorie der traditionellen Architektur Chinas und Traditionellen Wohnhäuser Chinas. Er war Autor verschiedener Bücher u. a. Guangdong Folk Houses und ist Herausgeber von Chinese Traditional Folk Houses and Culture.

## Monographien Lu Yuandings
Lu Yuanding hat zahlreiche Monographien zur Architektur in China verfasst. Titelaufnahmen hierzu findet sich im Katalog der National Library of Australia
- Die Konstruktion von Wohnbauten in China; Taibei 1968 (各國立約始末記 / 淸陸元鼎編 : 台北市 : 華文書局股份有限公司, 民國 57 [1968])
- Die Konstruktion lokaler Wohnbauten; Beijing 1988 (民居建築 / 中國美術全集編輯委員會 ; [本卷主編陸元鼎, 楊穀生] : 北京 : 中國建築工業出版社 : 發行者新華書店北京發行所, 1988)
- Lokale Wohnbauten in Guangdong; Beijing 1990 (廣東民居 / 陆元鼎, 魏彦钧: 北京 : 中國建筑工业出版社 : 新华书店经销, 1990)
- Die Kunst der Dekoration und Restaurierung von Wohnbauten in China; Shanghai 1992 (中國民居裝飾裝修藝術 / 陸元鼎, 陸琦: 上海 : 上海科學技術出版社 : 新華書店上海發行所發行, 1992)
- Traditionelle Wohnbauten in China und (ihre) Kultur; Beijing 1991 (中国传统民居与文化 : 中国民居第二次学术会议论文集：第二辑 / 陆元鼎主编 : 北京 : 中國建筑工业出版社 : 新华书店经销, 1991)
- Die Konstruktion chinesischer Wohnbauten; Guangzhou 2003 (中国民居建筑 / 主编陆元鼎 ; 副主编杨谷生 : 广州 : 华南理工大学出版社, 2003)
- Jahrbuch der Konstruktion von Wohnbauten in China (1988 - 2008); Beijing 2008 (中国民居建筑年鉴 (1988-2008) / 陆元鼎主编 ; 朱良文, 黃浩副主编 : 北京 : 中国建筑工业出版社, 2008)
- Traditionelle Wohnbauten in China und (ihre) Kultur. Sammlung der Beiträge der Tagung der Studiengesellschaft Chinesische Wohnbauten; Beijing 1991 - 1996. (中国传统民居与文化: 中国民居学术会议论文集 / 陆元鼎主编 : 北京 : 中國建筑工业出版社 : 新华书店经销, 1991-<1996 >)